# Omizodes terinata
Omizodes terinata är en fjärilsart som beskrevs av Felder 1875. Omizodes terinata ingår i släktet Omizodes och familjen mätare. Inga underarter finns listade i Catalogue of Life.